# شهرک گرین
شهرک گرین (به انگلیسی: Green Town) یک منطقهٔ مسکونی در پاکستان است که در پنجاب واقع شده‌است.